# Provinz Jauja
Die Provinz Jauja liegt im Westen der Verwaltungsregion Junín in Zentral-Peru, 190 km östlich der Landeshauptstadt Lima. Die Provinz ist 3749 km² groß. Provinzhauptstadt ist die Stadt Jauja, 45 km nordwestlich der Regionshauptstadt Huancayo gelegen.

## Geographische Lage
Die Provinz Jauja reicht im Westen bis zum vergletscherten Gebirgsmassiv Cordillera Huarochirí, die Teil der peruanischen Westkordillere ist. Zentral liegt die Hauptstadt Jauja am Oberlauf des Río Mantaro im Anden-Hochland. Der Osten der Provinz erstreckt sich über einen Teil der Zentralkordillere. Dieser Teil der Provinz wird vom Río Tulumayo und dessen linken Nebenfluss Río Tambillo durchflossen. Im Süden grenzt die Provinz Jauja an die Provinz Concepción, im Norden an die Provinzen Yauli und Tarma.

## Bevölkerung
Die Einwohnerzahl lag im Jahr 1993 bei 104.828, im Jahr 2007 bei 92.053, im Jahr 2017 bei 88.388.

## Verwaltungsgliederung
Die Provinz Jauja ist in 34 Distrikte aufgeteilt. Der Distrikt Jauja ist Sitz der Provinzverwaltung.
| Distrikt            | Verwaltungssitz     |
| ------------------- | ------------------- |
| Acolla              | Acolla              |
| Apata               | Apata               |
| Ataura              | Ataura              |
| Canchayllo          | Canchayllo          |
| Curicaca            | El Rosario          |
| El Mantaro          | Pucucho             |
| Huamalí             | Huamalí             |
| Huaripampa          | Huaripampa          |
| Huertas             | Huertas             |
| Janjaillo           | Janjaillo           |
| Jauja               | Jauja               |
| Julcán              | Julcán              |
| Leonor Ordóñez      | Huancani            |
| Llocllapampa        | Llocllapampa        |
| Marco               | Marco               |
| Masma               | Masma               |
| Masma Chicche       | Masma Chicche       |
| Molinos             | Molinos             |
| Monobamba           | Monobamba           |
| Muqui               | Muqui               |
| Muquiyauyo          | Muquiyauyo          |
| Paca                | Paca                |
| Paccha              | Paccha              |
| Pancán              | Pancán              |
| Parco               | Parco               |
| Pomacancha          | Pomacancha          |
| Ricrán              | Ricrán              |
| San Lorenzo         | San Lorenzo         |
| San Pedro de Chunán | San Pedro de Chunán |
| Sausa               | Sausa               |
| Sincos              | Sincos              |
| Tunanmarca          | Concho              |
| Yauli               | Yauli               |
| Yauyos              | Yauyos              |